# Sheiks de Saskatoon
Les Sheiks de Saskatoon sont une équipe de hockey sur glace qui a fait partie de la Western Canada Hockey League puis de la Prairie Hockey League entre 1922 et 1928. L'équipe était basée à Saskatoon dans la Saskatchewan au Canada.

## Histoire

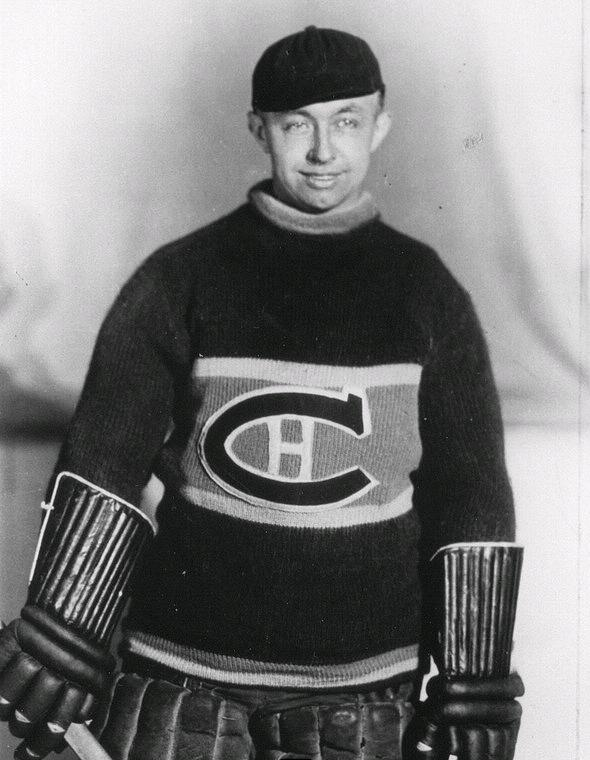
George Hainsworth sous les couleurs des Canadiens de Montréal.

L'équipe fait ses débuts dans la Western Canada Hockey League en 1922. À l'issue de la saison, l'équipe ne parvenant pas à attirer du public, elle est déménagée à Moose Jaw.
L'équipe est de retour à Saskatoon et prend le nom des Crescents. En 1923, l'équipe signe un contrat de 2 500 $ par an avec George Hainsworth, futur vedette de la Ligue nationale de hockey. Il passe trois saisons sous le maillot de l'équipe, dont la deuxième avec Édouard « Newsy » Lalonde en tant qu'entraîneur.
L'équipe reprend le nom de Sheiks pour la saison 1923-24 et le gardera jusqu'à sa dernière saison en 1928.

## Statistiques
| Saison  | Nom de l'équipe                       | Ligue | PJ | V  | D  | N | Pts. | BP  | BC  | Classement             | Séries éliminatoires   |
| ------- | ------------------------------------- | ----- | -- | -- | -- | - | ---- | --- | --- | ---------------------- | ---------------------- |
| 1921-22 | Sheiks de Saskatoon puis de Moose Jaw | WCHL  | 24 | 5  | 19 | 0 | 10   | 67  | 137 | Quatrièmes de la ligue | Non qualifiés          |
| 1922-23 | Crescents de Saskatoon                | WCHL  | 30 | 8  | 20 | 2 | 18   | 91  | 125 | Quatrièmes de la ligue | Non qualifiés          |
| 1923-24 | Sheiks de Saskatoon                   | WCHL  | 30 | 15 | 12 | 3 | 33   | 91  | 73  | Troisièmes de la ligue | Non qualifiés          |
| 1924-25 | Sheiks de Saskatoon                   | WCHL  | 28 | 16 | 11 | 1 | 33   | 102 | 75  | Deuxièmes de la ligue  | Défaite en demi-finale |
| 1925-26 | Sheiks de Saskatoon                   | WHL   | 30 | 18 | 11 | 1 | 37   | 93  | 64  | Deuxièmes de la ligue  | Défaite en demi-finale |
| 1926-27 | Sheiks de Saskatoon                   | PrHL  | 32 | 14 | 16 | 2 | 30   | 110 | 117 | Deuxièmes de la ligue  | Non qualifiés          |
| 1927-28 | Sheiks de Saskatoon                   | PrHL  | 28 | 18 | 5  | 5 | 41   | 86  | 39  | Premier de la ligue    | Non qualifiés          |